# Pat Mikesch
Patrick Jay „Pat“ Mikesch (* 15. Februar 1973 in Hancock, Michigan) ist ein ehemaliger US-amerikanischer Eishockeyspieler, der unter anderem für die Kassel Huskies und DEG Metro Stars in der Deutschen Eishockey Liga (DEL) aktiv war. Seit der Saison 2023/24 ist er als Cheftrainer bei den Toledo Walleye in der ECHL tätig.

## Karriere
Im Nachwuchsbereich spielte Pat Mikesch von 1990 bis 1992 für die Des Moines Buccaneers in der United States Hockey League (USHL), bei denen er insbesondere in seinem zweiten Jahr mit 80 Punkten zu den erfolgreichsten Scorern gehörte. Entsprechend wurde er 1992 in das Second All-Star-Team der Liga gewählt. Anschließend setzte der Mittelstürmer seine Laufbahn bei den Huskies, dem Team der Michigan Technological University, im Spielbetrieb der National Collegiate Athletic Association (NCAA) fort. In vier Jahren absolvierte er 153 Partien, in denen er 169 Scorerpunkte erzielte. Damit gehört er zu den erfolgreichsten Scorern der Huskies-Historie. Nach seiner ersten Spielzeit wurde er ins All-Rookie-Team der Western Collegiate Hockey Association (WCHA) aufgenommen. Im selben Jahr nahm er für das Team USA auch an der U20-Junioren-Weltmeisterschaft teil.
Noch in der Saison 1995/96 gab Mikesch sein Profidebüt bei den Louisville River Frogs in der East Coast Hockey League (ECHL). In den folgenden drei Jahren spielte er dann für die Kentucky Thoroughblades, Orlando Solar Bears, Beast of New Haven und Florida Everblades in unterschiedlichen Minor Leagues. Im Sommer 1999 wurde er dann vom Iserlohner EC aus der 2. Bundesliga verpflichtet, bei dem er die Spielzeit als Topscorer beendete. Dank dieser Leistungen wurden die klassenhöheren Kassel Huskies auf den Angreifer aufmerksam und holten ihn in die Deutsche Eishockey Liga (DEL). Für die Nordhessen spielte er drei Jahre lang und erzielte in 193 Spielen 117 Punkte. Zur Saison 2003/04 unterzeichnete er einen Zweijahresvertrag bei den DEG Metro Stars, der allerdings nach einer Spielzeit aufgelöst wurde. Daraufhin beendete Mikesch seine Spielerkarriere.

### Trainerlaufbahn
Pat Mikesch wechselte hinter die Bande und übernahm an der Michigan Tech von 2004 bis 2011 die Aufgaben des Assistenztrainers. Anschließend wechselte er in selber Funktion zu den Green Bay Gamblers in die USHL, bei denen er im Jahr 2014 zum Chefcoach und General Manager befördert wurde. Dort trainierte er bis zu seinem Abschied im Jahr 2022 etwa 30 Spieler, die später von Teams aus der National Hockey League gedraftet wurden. Nach einem Jahr ohne Team wurde er im Juli 2023 als neuer Trainer der Toledo Walleye vorgestellt. Damit ist er erstmals als Trainer im Profieishockey aktiv.

## Erfolge und Auszeichnungen
- 1992 USHL Second All-Star-Team
- 1993 WCHA All-Rookie-Team
- 2022 Aufnahme in die Michigan Tech Sports Hall of Fame[1]

## Karrierestatistik

### International
Vertrat die USA bei:
- U20-Junioren-Weltmeisterschaft 1993

(Legende zur Spielerstatistik: Sp oder GP = absolvierte Spiele; T oder G = erzielte Tore; V oder A = erzielte Assists; Pkt oder Pts = erzielte Scorerpunkte; SM oder PIM = erhaltene Strafminuten; +/− = Plus/Minus-Bilanz; PP = erzielte Überzahltore; SH = erzielte Unterzahltore; GW = erzielte Siegtore; 1 Play-downs/Relegation; Kursiv: Statistik nicht vollständig)

## Familie
Jeff Mikesch, der in den späten 1990er Jahren ebenfalls professionell Eishockey spielte, ist ein Bruder von Pat Mikesch.